# Morphine (Lied)
Morphine (englisch für „Morphin“) ist ein Song des US-amerikanischen Sängers Michael Jackson, der am 13. Mai 1997 als einer von fünf davor unveröffentlichten Song auf dem Remixalbum Blood on the Dance Floor – HIStory in the Mix erschien.
Jackson wollte Morphine eigentlich als Single veröffentlichen, jedoch konnte er sich nicht gegen Sony Music durchsetzen, die den Song aufgrund seiner Thematik nicht für das große Publikum bestimmt sahen. Morphine wurde außerdem für die HIStory World Tour geprobt, jedoch trotzdem nie live aufgeführt.

## Entstehung
Morphine wurde von Jackson selbst geschrieben und produziert. Dabei ließ er sich von The Downward Spiral von den Nine Inch Nails inspirieren. Außerdem erinnert der Rhythmus an Come Together von den Beatles. Außerdem verwendete Jackson ein Sample aus dem Film Der Elefantenmensch. Ende der 1980er wurden in der Presse Gerüchte laut Jackson wolle die Knochen von Joseph Merrick kaufen, dessen Leben in Der Elefantenmensch behandelt wird.

## Inhalt
Morphine handelt von Drogensucht. Damit ist Morphine ein autobiografischer Song, da Jackson selbst zeitweise abhängig von verschiedenen Schmerzmitteln war. Während der Großteil des Songs hart, geradezu drückend produziert ist, setzt in der Bridge des Songs plötzlich statt dem aggressiven Hard Rock beruhigende Neue Musik ein. In diesem Teil geht es um das morphinähnliche Pethidin (im Song nach dem in den USA gängigen Handelsnamen als Demerol bezeichnet). Die plötzliche Beruhigung und die unsanfte Rückkehr zum Hard Rock stellt dabei die vergängliche, trügerische Wirkung von Pethidin dar, während der Text ebenfalls die Wirkung von Pethidin behandelt, dabei sind im Hintergrund im Krankenhaus benutzte Maschinen zu hören. Wie bei anderen Titeln mit emotionalem Inhalt von Jackson aus den 1990ern, wie Gone Too Soon (Trauer), Childhood (Jacksons unglückliche Kindheit) oder Little Susie (Geschichte eines ermordeten Kindes), setzt Jackson in diesem Teil Streichinstrumente ein.

## Kontroversen
In Malaysia musste der Titel auf dem Albumcover durch „Just Say No“ ersetzt werden und in Südkorea war der Song auf dem Album überhaupt nicht zu finden.

## Besetzung
- Produktion – Michael Jackson
- Komposition – Michael Jackson
- Solo, Background Vocals, Schlagzeug – Michael Jackson
- Background Vocals – Bill Botrell, Jon Mooney, Andrae Crouch Singers
- Zusätzliche Background Vocals („Morphine“) – Brad Buxer, Matt Forger, Matt Carpenter
- Keyboard  – Keith Cohen
- Background Vocals, Synthesizer, Klavier – Brad Buxer
- Perkussion  – Bryan Loren, Brad Buxer, Michael Jackson
- Gitarre  – Slash, Michael Jackson
- Violine  – Robert Chausow
- Bratsche  – Julie Haffner
- Dirigent – Jorge Del Barrio
- Bandleader – Bill Hugheswill
- Violine  – Endre Granat, Murray Alder, Jackie Brand, Darius Campo, Ron Clark, Kirstin Fife, Julianne French, Armen Garabedian, Marylin Harding, Marianne Henry, Karen Jones, Natalie Legget, Joy Lyle, Mike Markman, Liane Mautner, Marisa McLeod, Frances Moore, Maria Newman, Barbara Porter, Bob Sanov, Marc Sazer, Haim Shtrum, Olivia Tsui, Jennifer Walton
- Bratsche  – Carole Mukogawa, Bob Becker, Karen Elaine, Mimi Granat, Renita Koven, Robin Ross, John Scanlon, Ray Tischer
- Cello – Steve Erdody, Chris Ermacoff, Anne Karam, Tiam Landauer, Miguel Martinez, Tina Soule
- Kontrabass – Drew Demboski, Richard Feves, Frances Liu
- Harfe – Katie Kilpatrick
- Tontechniker –  Keith Cohen, Eddie De Lena, Mick Guzauski, Tim Boyle
- Assistierende Tontechniker – Rob Hoffman, Tony Duino Black, Jon Mooney, Paul Dicato, Steve Baughman, John Rodd, Greg Burns
- Drumcomputer, Synthesizer Programmierung – Statik
- Synclavier Programmierung – Andrew Sheps
- Digital Interface Programmierung – Matt Carpenter
- Mix – Keith Cohen